# Calle de Málaga (Valencia)

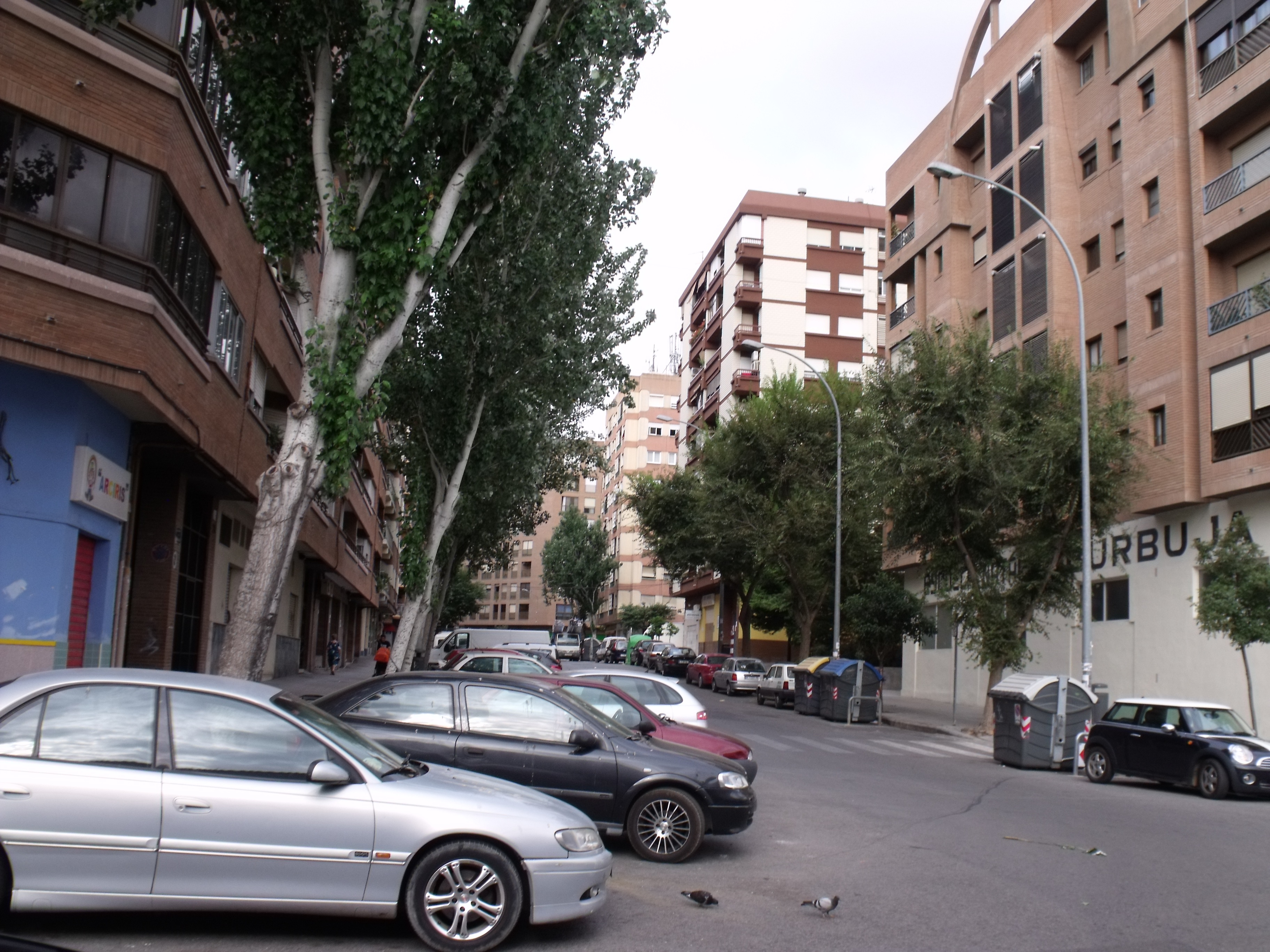

La calle de Málaga (también en valenciano: Carrer de Màlaga) es una vía situada en el barrio de Marchalenes del distrito de la La Zaidía de la ciudad española de Valencia, Comunidad Valenciana.

## Recorrido
Discurre en dirección Este - Suroeste a lo largo de 230 metros partiendo desde la Avenida Constitución, sufre la calle Málaga un tapón urbanístico todo como consecuencia de haberse cubierto la acequia de Algirós. Después continua desde la calle del Doctor Olóriz hasta la Avenida de Burjassot. A lo largo de su recorrido atraviesa las calles del Doctor Faustí Barberá, del Periodista Llorente y Alquería de la Estrella.

## Denominación
Recibe el nombre de la ciudad de Málaga, situada en la comunidad autónoma de Andalucía.